# Aegertenbach (Reppisch)
Der Aegertenbach (oder Ägertenbach) ist ein etwa 530 Meter langer rechter Zufluss der Reppisch in der Gemeinde Dietikon im Kanton Zürich. Er gehört neben dem Stoffelbach und dem Tobelbach zu den drei Abflüssen des Waldgebietes Honeret, welche in Dietikon verlaufen und in die Reppisch münden.

## Etymologie
Das vom Bach durchflossene und namensgebende Gebiet Aegertenächer (oder Aegertenacher und bis in die 1950er Jahre Egerten) beim Reppischhof wurde erstmals 1661 urkundlich erwähnt. Hier wurde in alamannischer Zeit die so genannte Egartenwirtschaft betrieben, wobei das Landstück neun Jahre lang der Bewaldung überlassen wurde, um es nach dieser Zeitspanne wieder mittels Brand zu roden und anschliessend zu bewirtschaften.
Diese Bewirtschaftung wurde so lange durchgeführt, bis der Boden erschöpft war und der Kreislauf wieder von neuem begann. Später ging man dann, aufgrund des starken Bevölkerungswachstums im 7. Jahrhundert, zur Dreifelderwirtschaft über. Die betriebene Egartenwirtschaft spiegelt sich heute im Flurnamen Aegertenächer sowie im Bachnamen wider. Das Gebiet Hochrüti im Quellgebiet und Oberlauf des Baches lässt ausserdem darauf deuten, dass diese Gegend einst gerodet war.

## Geographie

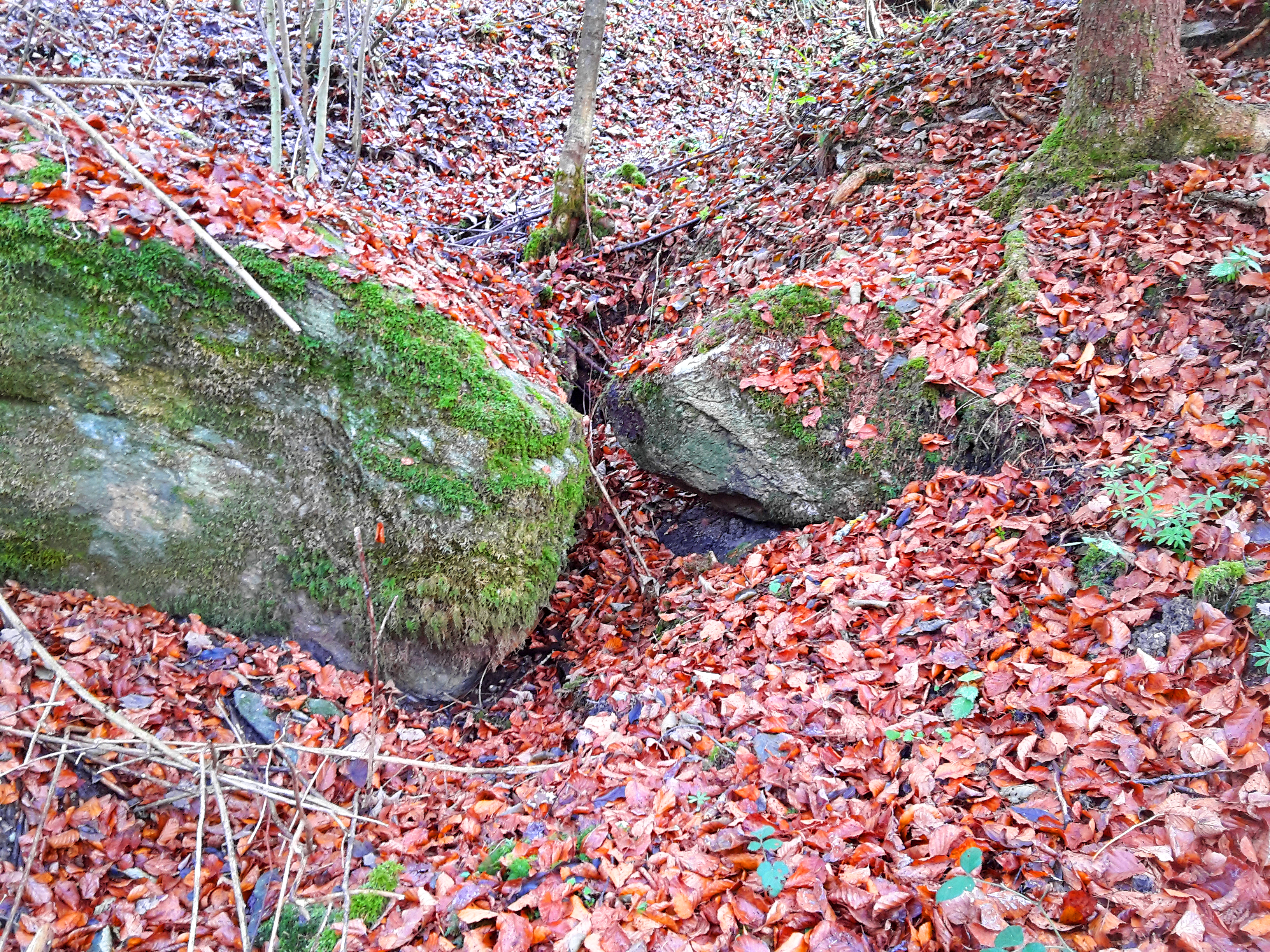
Aegertenbach mit Findlingen beim Eintritt in ein kleines Tobel

### Verlauf
Das Quellgebiet des Ägertenbachs liegt im Hochrüti auf ca. 491 m ü. M. direkt neben der Hochrütistrasse im südöstlichen Teil des Waldgebietes Honeret. Es liegt eingebettet zwischen dem sanften Abhang des Honeret Hügels im Osten und einer sanften und maximal 496 m ü. M. hohen Anhöhe im Westen. Im Süden dagegen fällt das Gebiet relativ steil auf rund 465 m ü. M. ins Fischerhölzli ab.
Der Bach vollzieht anfangs in einem wenig eingegrabenen Bachbett einen kleinen Bogen nach Nordwesten, wobei er sich rechtsseitig von der Hochrütistrasse abwendet. Nach kurzem Bachlauf folgt ihm die Reppischhaldenstrasse, welche hier von der Hochrütistrasse abzweigt. Der Aegertenbach tritt nun in ein kleines und schmales Tobel ein, welches am Nordhang der Anhöhe liegt und maximal um die fünf Meter tief wird. Hier finden sich mehrere grössere Findlinge, welche verstreut über das Bachbett verteilt liegen. Er wendet sich von der Waldstrasse ab und fliesst teilweise in westliche Richtung, ehe bei Aegertenächer das Tobel abflacht und der Bach das Reppischtal erreicht.
Es folgt nun ein rund 130 Meter langer eingedolter Abschnitt, in welchem er zugleich und direkt hintereinander die beiden Feldwege Forrenstrasse und Fischerhölzlistrasse unterquert, ehe der Bach unter einem Acker verläuft. Danach folgen die Gleise der Bremgarten-Dietikon-Bahn sowie die Bernstrasse zwischen Dietikon und Rudolfstetten-Friedlisberg, welche hier als Hauptstrasse 1 ausgewiesen ist. Gleich anschliessend tritt der Aegertenbach für rund 20 Meter wieder an die Oberfläche, bevor er auf 427 m ü. M. von rechts in den Unterlauf der Reppisch mündet, welche hier die Grenze zum Kanton Aargau bildet.

## Geschichte
Bis etwa 1993 mündete der Bach in einen Mühlkanal, welcher zur Betreibung der Reppischmühle beim heutigen Reppischhof errichtet wurde. Nach reger Bautätigkeit wurde der Aegertenbach schliesslich direkt in die Reppisch geleitet. Im Jahr 2006 wurde der Abschnitt zwischen Honeret und den Gleisen der Bremgarten-Dietikon-Bahn im Ägertenächer unter einen Acker verlegt. Zuletzt wurde die Mündung etwa 60 Meter bachabwärts verschoben, so dass der Bach nicht mehr entgegen der Fliessrichtung der Reppisch einmündet.

## Flora
Das Quellgebiet und Teile des Mittellaufes bestehen aus typischen Waldmeister-Buchenwald, im Unterlauf auch mit Lungenkraut. Der grösste Teil des Oberlaufes besteht wiederum aus typischem Ahorn-Eschenwald.

## Bilder

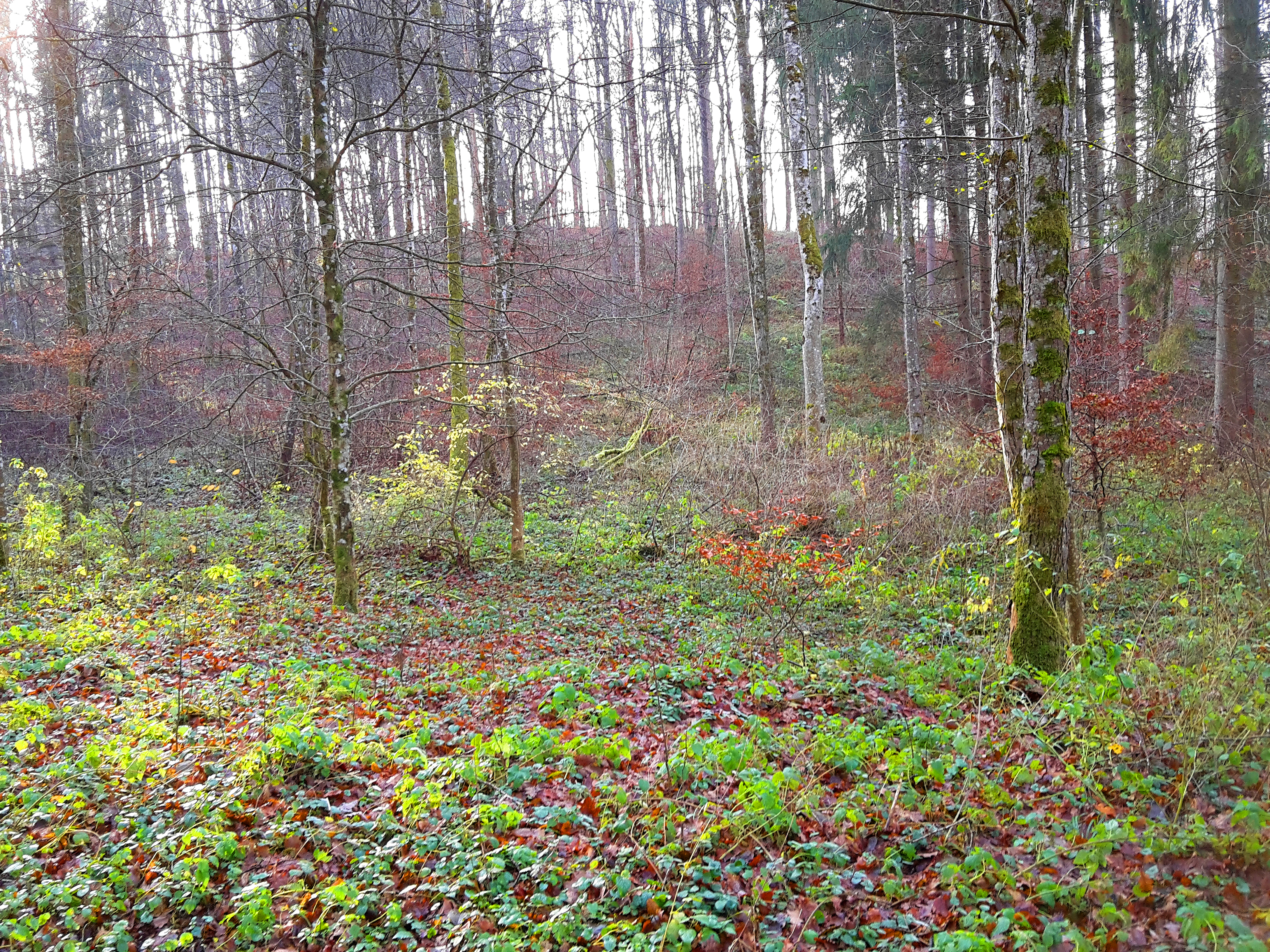
Quellgebiet mit leichter Anhöhe im Westen
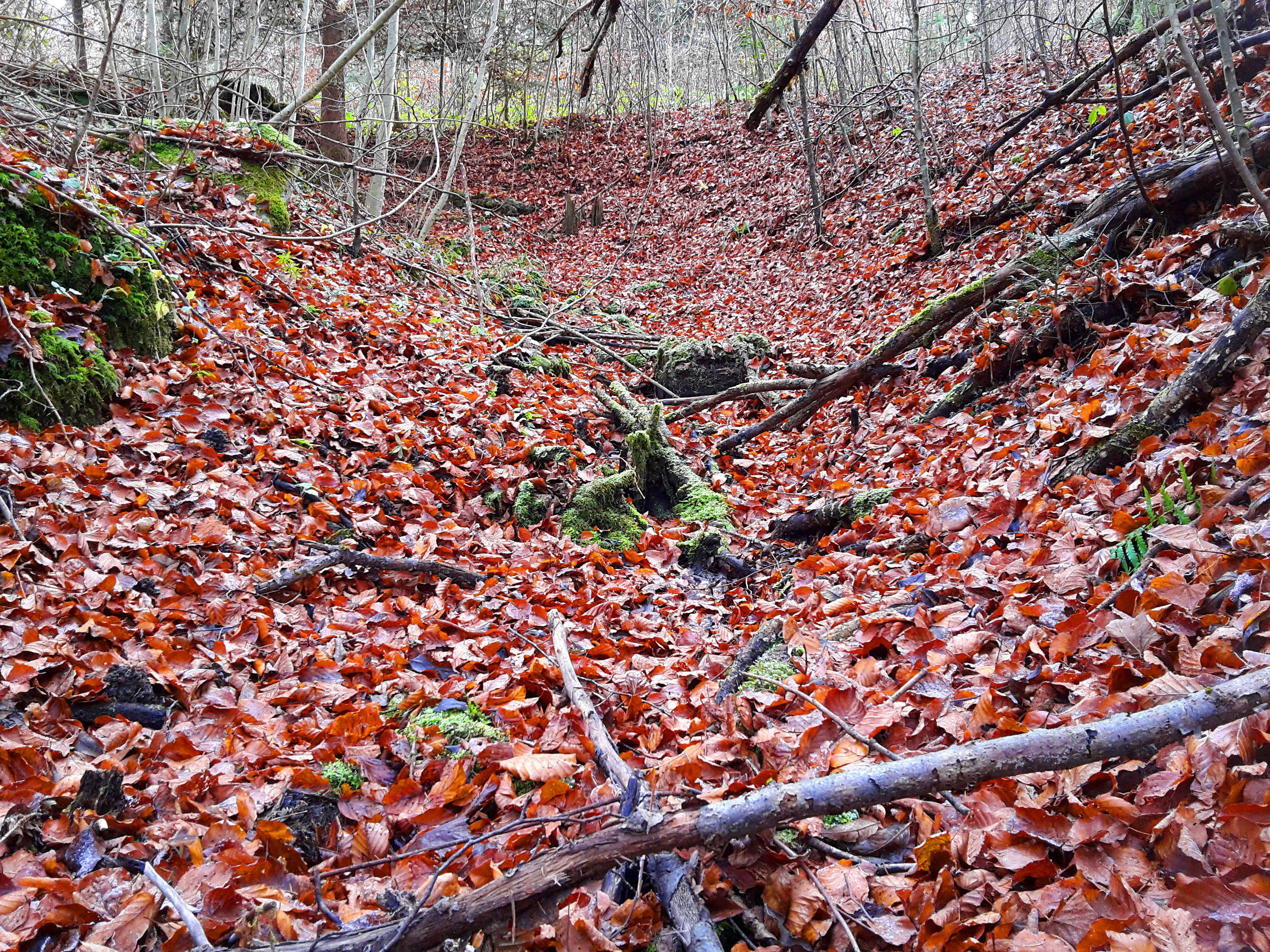
Aegertenbach-Tobel mit Blick bachaufwärts